# Paraliparis liparinus
Paraliparis liparinus és una espècie de peix pertanyent a la família dels lipàrids.

## Hàbitat
És un peix marí i batidemersal que viu entre 600 i 891 m de fondària.

## Distribució geogràfica
Es troba a l'Atlàntic nord-occidental: davant les costes de Rhode Island (els Estats Units).

## Observacions
És inofensiu per als humans.